# 披针鳞果星蕨
披针鳞果星蕨（学名：Lepidomicrosorum lanceolatum）为水龙骨科鳞果星蕨属下的一个种。